# Odontanthias
Odontanthias Bleeker, 1873, è un genere di pesci d'acqua salata appartenente alla famiglia Serranidae.

## Specie
Al genere appartengono 15 specie:
- Odontanthias borbonius (Valenciennes, 1828)
- Odontanthias caudicinctus (Heemstra & Randall, 1986)
- Odontanthias chrysostictus (Günther, 1872)
- Odontanthias dorsomaculatus Katayama & Yamamoto, 1986
- Odontanthias elizabethae Fowler, 1923
- Odontanthias flagris Yoshino & Araga, 1975
- Odontanthias fuscipinnis (Jenkins, 1901)
- Odontanthias grahami Randall & Heemstra, 2006
- Odontanthias hensleyi Anderson & García-Moliner, 2012
- Odontanthias katayamai (Randall, Maugé & Plessis, 1979)
- Odontanthias randalli White, 2011
- Odontanthias rhodopeplus (Günther, 1872)
- Odontanthias tapui (Randall, Maugé & Plessis, 1979)
- Odontanthias unimaculatus (Tanaka, 1917)
- Odontanthias wassi Randall & Heemstra, 2006